# Wirus zapalenia wątroby typu E
Wirus zapalenia wątroby typu E (ang. hepatitis E virus, HEV) – wirus RNA pierwotnie hepatotropowy, wywołujący wirusowe zapalenie wątroby typu E. Jego nazwa systematyczna to Orthohepevirus A.
Cząsteczki wirusowe mają średnicę od 27 do 34 nm, nie mają otoczki. Wirus został zidentyfikowany w 1983.
Występuje endemicznie w Azji Środkowej i Południowo-Wschodniej oraz w Afryce Północno-Wschodniej. Została opracowana szczepionka, wprowadzono ją na rynek chiński. Bronić się można, przestrzegając takich samych zasad jak w przypadku WZW A. Okres wylęgania trwa od 2 do 9 tygodni. W Polsce zdarzają się przypadki przywleczenia choroby z wycieczek zagranicznych.

## Klasyfikacja
Dawniej był klasyfikowany w rodzinie kaliciwirusów, jednak genom jest bardziej podobny do wirusa różyczki. Obecnie jest klasyfikowany do rodzaju hepevirus w rodzinie hepeviridae.